# バットマン:アサルト・オン・アーカム
『バットマン:アサルト・オン・アーカム』（英: Batman: Assault on Arkham）は、DCコミックスが刊行するアメリカン・コミックスのキャラクターを原作とするOVA。時系列はゲーム『バットマン アーカム・ビギンズ』後の出来事となっている。2014年7月15日にコミコン・インターナショナルで上映され、2014年8月12日に発売された。日本では2016年2月24日にBlu-rayで発売された。

## あらすじ
リドラーが政府の機密情報を盗み出す事件が発生。バットマンによってリドラーはアーカム刑務所に収監されるが、機密情報が入っているリドラーのフラッシュメモリは行方不明となってしまう。アマンダ・ウォーラーの指揮のもと「スーサイド・スクワッド」のメンバーが招集され、極秘にリドラーのフラッシュメモリ回収任務が行われる。しかし収監されていたジョーカーが脱獄し爆弾を持ち出す事件が起き、さらに任務中のスーサイド・スクワッドと接触してしまい事態は混乱していく。

## キャスト
- バットマン / ブルース・ウェイン - ケヴィン・コンロイ
- デッドショット - ニール・マクドノー
- ハーレイ・クイン - ヒンデン・ウォルチ
- キャプテン・ブーメラン - グレッグ・エリス
- ブラックスパイダー - ジャンカルロ・エスポジート
- キング・シャーク - ジョン・ディマジオ
- キラーフロスト - ジェニファー・ヘイル
- KGビースト - ノーラン・ノース
- ジョーカー - トロイ・ベイカー
- リドラー - マシュー・グレイ・ギュブラー
- スケアクロウ - クリスチャン・ランツ
- アマンダ・ウォーラー - CCH・パウンダー
- ジェームズ・ゴードン - クリス・コックス
- アルフレッド・ペニーワース - マーティン・ジャーヴィス

## 映像ソフト
製品情報
品番：1000592174
ASIN B019FBENBQ
JAN 4548967244892
映像特典
- 「特報 ジャスティス・リーグ:アトランティスの進撃」(9:10)
- 「ジョーカーのパートナー：ハーレイ・クイン」(13:50)
- 「アーカム・アサイラム：狂気の起源」(27:16)
- 『ジャスティス・リーグ・アンリミテッド』：第17話「タスク・フォースX」
- 『ヤング・ジャスティス』：第6話「新たなチームメイト」
- 『バットマン:ブレイブ&ボールド』：第45話「恐怖のエンペラー・ジョーカー」
- 『ザ・バットマン』：第47話「似たもの同士」